# Coupe de Luxembourg 1949-1950
La Coppa di Lussemburgo 1949-1950 è stata la 24ª edizione della coppa nazionale lussemburghese disputata tra il 18 dicembre 1949 e il 14 maggio 1950 e conclusa con la vittoria dello Spora Luxembourg, al suo quarto titolo.

## Formula
Eliminazione diretta in gara unica.

## Turno preliminare
| Squadra 1             | Risultato | Squadra 2                |
| --------------------- | --------- | ------------------------ |
| 18 dicembre 1949      |           |                          |
| Oberkorn              | 6 − 1     | Young Boys Diekirch      |
| Pétange               | 0 − 1     | Tetange                  |
| Red Boys Differdange  | 5 − 1     | Chiers Rodange           |
| Red Black Pfaffenthal | 0 − 5     | Spora Luxembourg         |
| Rumelange             | 3 − 2     | Red Star Merl            |
| The Belval Belvaux    | 2 − 3     | Sporting Bettembourg     |
| Union Luxembourg      | 2 − 5     | The National Schifflange |
| Jeunesse Esch         | 2 - 2     | Progrès Niedercorn       |

| Squadra 1                    | Risultato | Squadra 2          |
| ---------------------------- | --------- | ------------------ |
| 23 dicembre 1949 (Spareggio) |           |                    |
| Jeunesse Esch                | 1 − 0     | Progrès Niedercorn |

## Ottavi di Finale
| Squadra 1                | Risultato   | Squadra 2            |
| ------------------------ | ----------- | -------------------- |
| 1º gennaio 1950          |             |                      |
| Avenir Beggen            | 4 - 0       | Jeunesse 07 Kayl     |
| Grevenmacher             | 1 - 2 (dts) | Spora Luxembourg     |
| Jeunesse Esch            | 4 - 2       | Stade Dudelange      |
| Progrès Grund            | 2 - 1       | Oberkorn             |
| Rumelange                | 1 - 0       | Racing Rodange       |
| The National Schifflange | 2 - 1       | Sporting Bettembourg |

| Squadra 1       | Risultato  | Squadra 2            |
| --------------- | ---------- | -------------------- |
| 5 febbraio 1950 |            |                      |
| Tetange         | 3 - 4(dts) | Red Boys Differdange |
| US Dudelange    | 4 - 0      | Fola Esch            |

## Quarti di finale
| Squadra 1          | Risultato  | Squadra 2                |
| ------------------ | ---------- | ------------------------ |
| 5 marzo 1950       |            |                          |
| Progrès Niedercorn | 1 − 7      | Spora Luxembourg         |
| Rumelange          | 0 - 3      | Avenir Beggen            |
| Jeunesse Esch      | 1 − 1(dts) | Red Boys Differdange     |
| US Dudelange       | 1 - 1(dts) | The National Schifflange |

| Squadra 1                | Risultato | Squadra 2     |
| ------------------------ | --------- | ------------- |
| 2 aprile 1950 (Spareggi) |           |               |
| Red Boys Differdange     | 1 - 0     | Jeunesse Esch |
| The National Schifflange | 4 - 1     | US Dudelange  |

## Semifinali
| Squadra 1                | Risultato  | Squadra 2            |
| ------------------------ | ---------- | -------------------- |
| 23 aprile 1950           |            |                      |
| The National Schifflange | 0 − 2      | Spora Luxembourg     |
| Avenir Beggen            | 0 - O(dts) | Red Boys Differdange |

| Squadra 1                  | Risultato | Squadra 2     |
| -------------------------- | --------- | ------------- |
| 1º maggio 1950 (Spareggio) |           |               |
| Red Boys Differdange       | 3 - 2     | Avenir Beggen |

## Finale
| Arbitro: | Mootz |

|                                                     |           |                 |
| Gales 20’, 79’ Meyers 47’ Rewenig 84’ Simon Autogol | Marcatori | 3’ Octavio Dezi |

| Spora Luxembourg | Red Boys Differdange |

### Formazioni
| Spora Luxembourg |    |                |  |          |  |
|                  |    |                |  |          |  |
| POR              | 1  | Robert Wagner  |  |          |  |
| DIF              | 2  | Mathias Krecke |  |          |  |
| DIF              | 3  | Oskar Stamet   |  |          |  |
| DIF              | 4  | Pierre Remy    |  |          |  |
| DIF              | 5  | Jean Blaise    |  |          |  |
| DIF              | 6  | Robert Geib    |  |          |  |
| CEN              | 7  | René Meyers    |  | 47’      |  |
| CEN              | 8  | Jim Kremer     |  |          |  |
| ATT              | 9  | Jules Gales    |  | 20’, 79’ |  |
| ATT              | 10 | Marcel Rewenig |  | 84’      |  |
| ATT              | 11 | Jean Bettinger |  |          |  |
| A disposizione:  |    |                |  |          |  |
| Allenatore:      |    |                |  |          |  |
| ?                |    |                |  |          |  |

| Red Boys Differdange |    |                   |  |    |  |
|                      |    |                   |  |    |  |
| POR                  | 1  | Marcel Simon      |  |    |  |
| DIF                  | 2  | Gaston Knerr      |  |    |  |
| DIF                  | 3  | Albert Weinzapfel |  |    |  |
| DIF                  | 4  | Nicolas May       |  |    |  |
| DIF                  | 5  | Leon Spartz       |  |    |  |
| DIF                  | 6  | Raymond Orlando   |  |    |  |
| CEN                  | 7  | Octavio Dezi      |  | 3’ |  |
| CEN                  | 8  | Mario D'Orazio    |  |    |  |
| ATT                  | 9  | René Manderscheid |  |    |  |
| ATT                  | 10 | Carino Vacchiani  |  |    |  |
| ATT                  | 11 | Jean Leen         |  |    |  |
| A disposizione:      |    |                   |  |    |  |
| Allenatore:          |    |                   |  |    |  |
| ?                    |    |                   |  |    |  |